# یاس چمپا
یاس چمپا، یاسمن چمپا، یاس اسپانیایی (نام علمی: Jasminum grandiflorum) (به انگلیسی: Spanish jasmine) که همچنین به نام رویال جاسمین نیز شناخته می‌شود، نام یک گونه از گیاهان سرده یاسمین است.
یاس اسپانیایی گل ملی کشور تونس است.